# Kummeli
Kummeli är en finländsk sketchprogramserie för TV där en komikergrupp med samma namn medverkar. Serien har sedan 1991sänts på Yle TV2, den senaste säsongen utkom 2004. 1994 hade Kummeli tittarsiffror upp mot 900 000.
Förutom tv-serien har gruppen gjort flera liveföreställningar, humorskivan Artisti maksaa (1994) och fem filmer: Kummeli Stories (1995), Kummeli Guldfeber (1997), Kummelin Jackpot (2006), Kummeli - underhyresgästen (2008), Kummeli V (2014). 
Det har även gjorts fyra spinoffserier på Kummeli: Lihaksia ja luoteja (1996), Lääkarit tulessa (1998), Mankeli (2000–2001), Jurismia! (2002).